# Animación de pizarrón

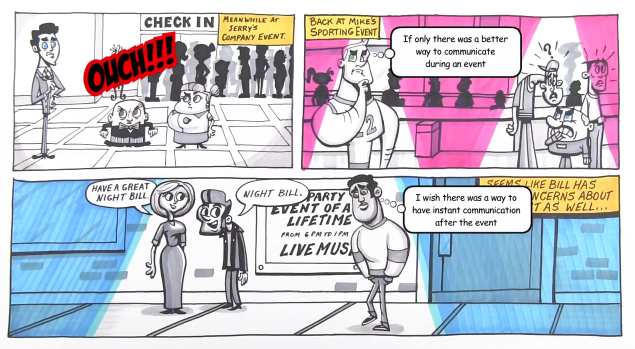
Ejemplo de Animación de pizarrón blanco

La animación de pizarra blanca es el proceso mediante el cual un autor dibuja y graba físicamente una historia ilustrada utilizando un pizarrón blanco -o similar-, y rotuladores de superficie y marcadores-. A los animadores se les ayuda frecuentemente con la narración por medio de guiones. Los autores suelen utilizar la animación de stop motion para animar las ilustraciones dibujadas a mano. También se utiliza en anuncios de televisión e Internet para comunicarse con los consumidores de una manera personal. Los primeros vídeos realizados con Animación de Pizarra fueron publicados en 2009 en YouTube, utilizados sobre todo con fines experimentales hasta convertirse en un modo visual para contar historias, centrándose en su mayoría en la narrativa, aunque tiene muchos otros usos en la actualidad. 

## Descripción
La animación de pizarrón blanco se refiere a un tipo específico de presentación que utiliza el proceso de crear una serie de dibujos en un pizarrón (o pizarra) blanco que se graban en secuencia y luego se reproducen para crear una presentación animada. El efecto real de la animación de pizarra es el time-lapse, o stop-motion. La animación cuadro por cuadro rara vez se utiliza, pero existen ejemplos. Otros términos son "video scribing" y "animated doodling". Estos estilos de animación de vídeo se ven ahora en muchas variaciones, y se han especializado en muchos otros estilos de animación. Con la introducción de software para crear las animaciones de pizarrón blanco, el proceso tiene muchas manifestaciones diferentes de calidad variable. Aquellos que utilizan la animación de pizarras son típicamente empresas y educadores. 

## Proceso
El procedimiento de producción de la animación empieza con seleccionar un tema. Una vez escogido el tema, se comienza a escribir el guion. Cuando se tiene éste, es hora de crear borradores rápidos de las animaciones, que ayudarán para focalizar la creatividad y coordinar la sincronicidad del movimiento. El resto del proceso es como sigue:
1. Componer el contenido en un storyboard o guion gráfico.[2]
2. Grabar la locución (voiceover)
3. Comenzar las animaciones iniciales
4. Organizar las animaciones
5. Crear las guías
6. Grabar el vídeo
7. Sincronizar el sonido con el vídeo
8. Incluir la música[3]

Seguir cada paso no es indispensable, pero la lista sirve de guía para la producción de animaciones.

## Aplicaciones
Para propósitos educativos, las animaciones de pizarrón han sido utilizadas para la enseñanza en línea de lenguas, como resúmenes de capítulos para libros educativos, y para la divulgación del quehacer académico. Un estudio del 2016 encontró que, a pesar de su popularidad,  hay poca o nula evidencia experimental que apoye que sean más eficaces para la enseñanza, la motivación, o la persuasión que otras formas de enseñanza.
A partir de 2010, la Royal Society of Arts convirtió algunos discursos y libros de su programa de eventos públicos en animaciones de pizarrón blanco. Los primeros 14 videos de RSA Animate atrajeron 46 millones de visitas en 2011, convirtiendo al canal de YouTube de RSA en el canal sin fines de lucro número 1 a nivel mundial.